# Мавзолей Аппак Ишана
Мавзолей Аппак Ишана — памятник архитектуры конца 19 в. Находится на территории Байдибекского района Южно-Казахстанской области. Сооружение из квадратного обожженного кирпича с размером основания 6,7×6,6 м (внутр. — 3,5x3,5 м) и куполом высотой 6 м. Во внутренних стенах имеются ниши, ориентированные по 4 сторонам света. В мавзолее два надгробия: одно — Аппак ишана, построившего мечеть-медресе в ауле Шаян, другое — мастера, который построил мавзолей.